# Aega megalops
Aega megalops är en kräftdjursart som beskrevs av Norman och Stebbing 1886. Aega megalops ingår i släktet Aega och familjen Aegidae. Inga underarter finns listade i Catalogue of Life.